# Kinetička energija
Kinetička energija (prema grč. ϰıνητıϰός: koji se giba, koji pokreće; oznaka Ek) je energija tijela u gibanju. Mjera joj je rad što ga tijelo može izvršiti, svladavajući vanjske sile, prije nego što dođe u stanje mirovanja. Ona je veća što se čestice brže gibaju i što imaju veću masu. Za tijelo mase m koje se giba brzinom v kinetička energija je:
{\displaystyle E_{k}={\frac {m\cdot v^{2}}{2}}}
Ovo vrijedi samo za brzine mnogo manje od brzine svjetlosti.
Mjerna jedinica za kinetičku energiju u Međunarodnom sustavu (SI) je, kao i za sve ostale oblike energije, džul (J):
[Ek] = J = N · m = kg · m2 · s-2
Kinetička energija, kao i svi drugi oblici energije, ne može nastati niti nestati nijednim čovjeku poznatim načinom. Energija samo mijenja svoje stanje i prelazi iz jednog oblika u drugi, o čemu govori zakon očuvanja energije.
Temperatura je mjera prosječne kinetičke energije čestica i unutarnje energije tijela.

## Energija
Energija (grč. ἐνέργεıα: rad, učinak) je djelotvorna sila, životna djelatnost, odlučnost, odrješitost. Energija, u fizici (oznaka E), je sposobnost nekoga tijela ili sustava da obavi neki rad; veličina koja karakterizira gibanje, mirovanje ili položaj tijela, tekućine, čestice ili sustava čestica te veličina za opis čestica polja koje prenose prirodne sile i međudjelovanja čestica. U prirodnofilozofskom smislu, energija zajedno s tvari daje pojam materije. Energija se u prirodi, tehnici i industriji pojavljuje u različitim oblicima, koji se pretvaraju jedan u drugi po načelu očuvanja energije: ona se ne može potrošiti ni stvoriti, već samo promijeniti svoj oblik. U gravitacijskome polju Zemlje, da bi se tijelo pomaknulo po nekome proizvoljnom putu, treba obaviti rad dizanja. Budući da je sila teža konzervativna, rad dizanja, koji ovisi samo o visinskoj razlici između početne i krajnje točke puta, nije izgubljen, nego odgovara razlici potencijalnih energija u početnoj i konačnoj točki puta. Dakle, potencijalna energija Ep ovisi o položaju tijela h u polju sile teže:
{\displaystyle E_{p}=m\cdot g\cdot h} 
gdje je: g = 9,80665 m/s², Ubrzanje zemljine sile teže na standardnim mjestima Zemljine površine.
Kada tijelo pada, njegova se potencijalna energija smanjuje i pretvara u kinetičku energiju. Općenito se pod djelovanjem neke sile tijelo mase m ubrzava na nekom putu. Promjene brzine tijela, zbog rada što ga obavi tijelo ili rada utrošenog na tijelu, izražavaju se kinetičkom energijom: 
{\displaystyle E_{k}={\frac {m\cdot v^{2}}{2}}}
Dakle, utrošeni rad ubrzanja dW jednak je promjeni kinetičke energije dEk tijela mase m:
{\displaystyle dW=F\cdot ds=d\left({\frac {m\cdot v^{2}}{2}}\right)=dE_{k}}
Pojmove potencijalne i kinetičke energije u mehaniku su uveli Galileo Galilei, Isaac Newton i Gottfried Leibniz, a formulacije zakona očuvanja energije dugujemo Joseph-Louisu Lagrangeu i Hermannu von Helmholtzu. Mehaničku narav topline u 19. stoljeću dokazali su James Prescott Joule i Robert Mayer. U konzervativnim poljima sile (gravitacijska sila, sila opruge,  Coulombovova sila) ukupna je energija očuvana:
{\displaystyle E=E_{p}+E_{k}=konst.},
dok kod nekonzervativnih polja (sila trenja) to nije zadovoljeno jer se rad pretvara u toplinu. Konačnu formulaciju zakona očuvanja energije iznio je Albert Einstein (1905.): "Ako tijelo predaje energiju u obliku zračenja, masa mu se umanjuje za E/c²", što je slavna jednadžba:
{\displaystyle E=m\cdot c^{2}}
za ekvivalenciju mase i energije, u kojoj je c brzina svjetlosti u vakuumu.
Istraživanjima primjene energije u svakodnevnom životu, energetskim izvorima, i utjecajima uporabe energije na okoliš bavi se energetika.
Zakonite mjerne jedinice energije jesu: džul (J), elektronvolt (eV ≈ 1,602 177 33 × 10–19 J) te umnošci zakonitih jedinica snage i vremena, na primjer kilovatsat (1 kWh = 3,6 MJ). Zastarjele su mjerne jedinice energije: erg (erg = 10–7 J), kilopondmetar (1 kpm = 9,8066 J), te za toplinu i energijsku vrijednost hrane kalorija (1 cal = 4,1868 J).

## Kinetička energija i rad
Počne li na neko tijelo koje miruje djelovati sila F, ono će nakon vremena t imati brzinu i prijeći put s (jednoliko ubrzano gibanje po pravcu):
{\displaystyle v^{2}=2\cdot a\cdot s}
Pomnožimo li ovaj izraz s masom m, dobit ćemo:
{\displaystyle m\cdot v^{2}=2\cdot m\cdot a\cdot s}
A budući je prema 2. Newtonovom zakonu gibanja:
{\displaystyle F=m\cdot a}
to je:
{\displaystyle m\cdot v^{2}=2\cdot F\cdot s}
odnosno:
{\displaystyle F\cdot s={\frac {m\cdot v^{2}}{2}}}
Kako je umnožak sile i puta jednak vrijednosti mehaničkog rada, to jest F ∙ s = W, kinetička energija je:
{\displaystyle E_{k}=W={\frac {m\cdot v^{2}}{2}}}
Iz ovog izraza proizlazi da je rad (mehanički rad) sile na nekom putu jednaka utrošenoj energiji na tom putu. To znači da tijelo može vršiti samo toliki rad kolika je njegova kinetička energija. Kinetička energija je jednaka količini rada koji neko tijelo može izvršiti.

## Kinetička energija rotacije
Kinetička energija rotacije je energija koju zbog vrtnje oko neke osi ima čestica ili kruto tijelo. Tijelo momenta tromosti I i kutne brzine ω ima kinetičku energiju rotacije:
{\displaystyle E_{kr}={\frac {I\cdot \omega ^{2}}{2}}}

## Relativistička kinetička energija
Relativistička kinetička energija je razlika između ukupne energije i energije mirovanja čestice u specijalnoj teoriji relativnosti. Mjerna je jedinica za kinetičku energiju, kao i za sve druge vrste energije, džul (J).